# ストリートセンス
ストリートセンス (Street Sense) は、アメリカ合衆国の競走馬、種牡馬。2006年エクリプス賞最優秀2歳牡馬。

## 戦績

### 2歳
2戦目で勝ち上がり、その後2戦は惜敗続きだったがアメリカの2歳チャンピオン決定戦のブリーダーズカップ・ジュヴェナイルに出走し、8番人気の伏兵的な存在ながら2着のホープフルステークス勝ち馬のサーキュラーキーに10馬身差をつける圧勝で2歳チャンピオンの座を勝ち取った。

### 3歳
翌年初戦のタンパベイダービーを2着とハナ差ながらもコースレコードで勝利したが、ケンタッキーダービーのプレップレースであるブルーグラスステークスでは、今度は逆にドミニカンにハナ差屈する事となった。が、本番のケンタッキーダービーでは逃げたハードスパンを2と4分の1馬身差し切って優勝し、見事に自国のダービー馬となった。続く二冠目のプリークネスステークスでは、カーリンにアタマ差敗れた。その後は三冠最終戦のベルモントステークスを回避し休養、復帰戦のジムダンディステークス (G2) を快勝し、目標としていたトラヴァーズステークスでもグラスホッパーとの一騎討ちを制して優勝した。その後はブリーダーズカップ・クラシックを最大目標にし、引退後はダーレーで種牡馬入りすることが決定されていた。そしてブリーダーズカップ・クラシックに出走して4着となり、このレースを最後に予定通り現役引退が発表された。

### 競走成績
| 出走日     | 競馬場             | 競走名                           | 格 | 距離   | 着順 | 騎手     | 着差      | 1着（2着）馬                      |
| ---------- | ------------------ | -------------------------------- | -- | ------ | ---- | -------- | --------- | --------------------------------- |
| 2006.07.09 | チャーチルダウンズ | 未勝利                           |    | D6f    | 2着  | C.ボレル | 4馬身     | Unbridled Express                 |
| 2006.08.19 | アーリントンパーク | 未勝利                           |    | D6.5f  | 1着  | C.ボレル | 1 1/4馬身 | (Izzies Halo)                     |
| 2006.09.10 | アーリントンパーク | アーリントンワシントンBCF        | G3 | D8f    | 3着  | C.ボレル | 1 3/4馬身 | Officer Rocket Got the Last Laugh |
| 2006.10.07 | キーンランド       | レーンズエンドBフューチュリティS | G1 | AW8.5f | 3着  | C.ボレル | 1 3/4馬身 | Great Hunter                      |
| 2006.11.04 | チャーチルダウンズ | BCジュヴェナイル                 | G1 | D8.5f  | 1着  | C.ボレル | 10馬身    | (Circular Quay)                   |
| 2007.03.17 | タンパベイダウンズ | タンパベイダービー               | G3 | D8.5f  | 1着  | C.ボレル | ハナ      | (Any G1ven Saturday)              |
| 2007.04.14 | キーンランド       | ブルーグラスS                    | G1 | AW9f   | 2着  | C.ボレル | ハナ      | Dominican                         |
| 2007.05.05 | チャーチルダウンズ | ケンタッキーダービー             | G1 | D10f   | 1着  | C.ボレル | 2 1/4馬身 | (Hard Spun)                       |
| 2007.05.19 | ピムリコ           | プリークネスS                    | G1 | D9.5f  | 2着  | C.ボレル | アタマ    | Curlin                            |
| 2007.07.29 | サラトガ           | ジムダンディS                    | G2 | D9f    | 1着  | C.ボレル | 1 1/2馬身 | (C.P.West)                        |
| 2007.08.25 | サラトガ           | トラヴァーズS                    | G1 | D10f   | 1着  | C.ボレル | 1/2馬身   | (Grasshopper)                     |
| 2007.09.25 | ターフウェーパーク | ケンタッキーCクラシックS         | G2 | AW9f   | 2着  | C.ボレル | 1 1/4馬身 | Hard Spun                         |
| 2007.10.27 | モンマスパーク     | BCクラシック                     | G1 | D10f   | 4着  | C.ボレル | 10馬身    | Curlin                            |

## 種牡馬時代
2008年よりアメリカ・ケンタッキー州レキシントンのジョナベルファームで種牡馬入り。初年度の種付料は7万5000ドル（約860万円）。2013年は日本のダーレー・ジャパン・スタリオン・コンプレックスで供用されたが、北米での産駒成績が好調だったことから、翌2014年から再びジョナベルファームで供用される。日本国内では持ち込み馬のフリートストリートがストリートセンス産駒の重賞初制覇となった。

### 主な産駒
太字はGI・JpnI競走を示す

#### グレード制重賞勝ち馬
斜体は地方重賞を示す
- 2009年産
  - フリートストリート - エルムステークス
  - Aubby K / オービーケイ - ヒューマナディスタフステークス
- 2010年産
  - Politeness / ポライトネス - マイヤークラシック
  - Wedding Toast / ウエディングトースト - オグデンフィップスステークス、ベルデイムステークス
- 2011年産
  - Hallowed Crown / ハロウドクラウン - ゴールデンローズ、ランドウィックギニー
  - Sweet Reason / スウィートリーズン - エイコーンステークス、スピナウェイステークス、テストステークス
- 2012年産
  - Callback / コールバック - ラスヴァージネスステークス
- 2013年産
  - Street Fancy / ストリートファンシー - スターレットステークス
- 2014年産
  - ファッショニスタ - スパーキングレディーカップ2回、JBCレディスクラシック
  - フィールドセンス - 日本テレビ盃、スパーキングサマーカップ
  - サヴィ - サマーチャンピオン
- 2015年産
  - McKinzie / マッキンジー - ペンシルベニアダービー、マリブステークス、ホイットニーステークス、ロスアラミトスフューチュリティ
- 2017年産
  - Maxfield /マックスフィールド - ブリーダーズフューチュリティステークス、クラークステークス
- 2018年産
  - Speaker's Corner / スピーカーズコーナー - カーターハンデキャップ
  - Zaajel / ザージェル - マザーグースステークス、フォワードギャルステークス
  - Concert Tour / コンサートツアー - レベルステークス、サンヴィセントステークス
  - Cazadero / カザデロ - ニアークティックステークス、バシュフォードマナーステークス
- 2019年産
  - Azure Coast / アジュールコースト - UAE2000ギニー
- 2020年産
  - First Mission / ファーストミッション - レキシントンステークス
- 2022年産
  - La Cara / ラカラ - アッシュランドステークス、エイコーンステークス

#### 地方重賞優勝馬
- 2013年産
  - エイシンヒート - 優駿スプリント
- 2014年産
  - キングガンズラング - 京成盃グランドマイラーズ

### 母父としての主な産駒
- 2015年産
  - Roaring Lion / ロアリングライオン - エクリプスステークス、インターナショナルステークス、アイリッシュチャンピオンステークス、クイーンエリザベス2世ステークス
- 2021年産
  - Mindframe / マインドフレーム - チャーチルダウンズステークス、スティーブンフォスターステークス
- 2022年産
  - Good Cheer / グッドチア - ケンタッキーオークス

## エピソード
- ブリーダーズカップ・ジュヴェナイル優勝馬が翌年のケンタッキーダービーを制したのは本馬が初めてであり、また、前年の2歳チャンピオンが翌年のケンタッキーダービーを制したのも、1979年のスペクタキュラービッド以来28年振りのことであった。
- 本馬が優勝したケンタッキーダービーは、訪米中のエリザベス2世女王が観覧していた。

## 競走成績
- 2006年（5戦2勝）
  - ブリーダーズカップ・ジュヴェナイル (G1)
- 2007年（6戦4勝）
  - ケンタッキーダービー (G1) 、タンパベイダービー (G3) 、ジムダンディステークス (G2) 、トラヴァーズステークス (G1)

## 血統表
| ストリートセンスの血統（ミスタープロスペクター系 / Natalma4×5=9.38%、Native Dancer5×5=6.25%） | ストリートセンスの血統（ミスタープロスペクター系 / Natalma4×5=9.38%、Native Dancer5×5=6.25%） | ストリートセンスの血統（ミスタープロスペクター系 / Natalma4×5=9.38%、Native Dancer5×5=6.25%） | （血統表の出典）   | （血統表の出典） |
| 父 Street Cry 1998 黒鹿毛                                                                     | 父の父Machiavellian 1987 鹿毛                                                                 | Mr. Prospector                                                                                | Raise a Native     | Raise a Native   |
| 父 Street Cry 1998 黒鹿毛                                                                     | 父の父Machiavellian 1987 鹿毛                                                                 | Mr. Prospector                                                                                | Gold Digger        |                  |
| 父 Street Cry 1998 黒鹿毛                                                                     | 父の父Machiavellian 1987 鹿毛                                                                 | Coup de Folie                                                                                 | Halo               | Halo             |
| 父 Street Cry 1998 黒鹿毛                                                                     | 父の父Machiavellian 1987 鹿毛                                                                 | Coup de Folie                                                                                 | Raise the Standard |                  |
| 父 Street Cry 1998 黒鹿毛                                                                     | 父の母Helen Street 1982 鹿毛                                                                  | Troy                                                                                          | Petingo            | Petingo          |
| 父 Street Cry 1998 黒鹿毛                                                                     | 父の母Helen Street 1982 鹿毛                                                                  | Troy                                                                                          | La Milo            |                  |
| 父 Street Cry 1998 黒鹿毛                                                                     | 父の母Helen Street 1982 鹿毛                                                                  | Waterway                                                                                      | Riverman           | Riverman         |
| 父 Street Cry 1998 黒鹿毛                                                                     | 父の母Helen Street 1982 鹿毛                                                                  | Waterway                                                                                      | Boulevard          |                  |
| 母 Bedazzle 1997 鹿毛                                                                         | 母の父Dixieland Band 1980 鹿毛                                                                | Northern Dancer                                                                               | Nearctic           | Nearctic         |
| 母 Bedazzle 1997 鹿毛                                                                         | 母の父Dixieland Band 1980 鹿毛                                                                | Northern Dancer                                                                               | Natalma            |                  |
| 母 Bedazzle 1997 鹿毛                                                                         | 母の父Dixieland Band 1980 鹿毛                                                                | Mississippi Mud                                                                               | Delta Judge        | Delta Judge      |
| 母 Bedazzle 1997 鹿毛                                                                         | 母の父Dixieland Band 1980 鹿毛                                                                | Mississippi Mud                                                                               | Sand Buggy         |                  |
| 母 Bedazzle 1997 鹿毛                                                                         | 母の母Majestic Legend 1985 鹿毛                                                               | His Majesty                                                                                   | Ribot              | Ribot            |
| 母 Bedazzle 1997 鹿毛                                                                         | 母の母Majestic Legend 1985 鹿毛                                                               | His Majesty                                                                                   | Flower Bowl        |                  |
| 母 Bedazzle 1997 鹿毛                                                                         | 母の母Majestic Legend 1985 鹿毛                                                               | Long Legend                                                                                   | Reviewer           | Reviewer         |
| 母 Bedazzle 1997 鹿毛                                                                         | 母の母Majestic Legend 1985 鹿毛                                                               | Long Legend                                                                                   | Lianga F-No.22-b   |                  |